# Neuma (album)
Neuma è l'album di debutto del gruppo musicale polacco omonimo, pubblicato nel 2003.

## Tracce
Testi di Bogdan Kondracki.
1. Your Envy Poisons – 5:30
2. There's No Second to Be Lost – 4:02
3. The Rule – 4:07
4. Self-denial – 5:47
5. Palimpsest – 1:07
6. It's Time to Leave – 4:01
7. Sacrifice – 5:25
8. Neuma – 2:08
9. Betrayal – 5:48

## Formazione
- Maciej Miechowicz - chitarra
- Bogdan Kondracki - basso, voce
- Wojtek Szymański - batteria
- Karol Gołowacz - sassofono (in Neuma)
- DJ Feel-X - turntablism (in There's No Second to Be Lost)